# Station La Bassée-Violaines
Station La Bassée - Violaines, voorheen bekend als station Haisnes, is een treinstation gelegen op het grondgebied van de gemeente La Bassée, in de buurt van Haisnes en Violaines, plaatsen die respectievelijk in de departmenten Nord en Pas -de-Calais, in de regio Hauts-de-France, liggen. Het station ligt aan de lijn van Fives naar Abbeville en wordt aangedaan door treinen van de TER Hauts-de-France.
Het station stond eerder bekend naam als Station Haisnes, maar kreeg de huidige naam na de sluiting van de naastgelegen stations van respectievelijk La Bassée en Violaines.